# Lijst van burgemeesters van Bikschote
Dit is een lijst van burgemeesters van de zelfstandige gemeente Bikschote voor de fusie met Langemark in 1971(en in 1977 met Poelkapelle).

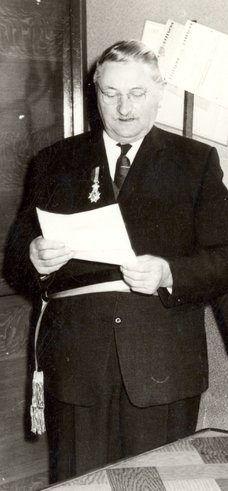
Fabien Peene, de laatste burgemeester (1965)

## Franse tijd (1794-1815)
| Burgemeester | Burgemeester           | ambtsperiode |
| ------------ | ---------------------- | ------------ |
|              | Carolus L. Dehuijssere | 1798-1802    |
|              | Philippus C. Van Eecke | 1803-1830    |

## Verenigd Koninkrijk der Nederlanden(1815-1830)
| Monarch | Monarch                | ambtsperiode |
| ------- | ---------------------- | ------------ |
|         | Philippus C. Van Eecke | 1803-1830    |

## Koninkrijk België(1830-heden)
| Monarch | Monarch             | ambtsperiode         | opmerking                                                   |
| ------- | ------------------- | -------------------- | ----------------------------------------------------------- |
|         | Joannes F. Dezeure  | 1830-1842            |                                                             |
|         | Gabriël J. Delaux   | 1843-1860            |                                                             |
|         | Joannes B Peene     | 1861-1871            |                                                             |
|         | Amand Defever       | 1872-1884            |                                                             |
|         | Franciscus L. Peene | 1884-1888            |                                                             |
|         | Aloïs Vermeersch    | 1888-1920            | overleden tijdens ambt                                      |
|         | Arthur Peene        | jan. 1921- jun. 1921 | nooit officieel de eed afgelegd                             |
|         | Alphonse M. Peene   | 1921-1941            | in het begin van de tweede wereldoorlog op non-actief gezet |
|         | Alberic Haghedooren | 1941-1944            | oorlogsburgemeester                                         |
|         | Alphonse M. Peene   | 1945-1946            |                                                             |
|         | Fabien J. Peene     | 1947-1971            | zoon van Alphonse Peene, de vorige burgemeester             |

## Familie Peene
Bikschote was 173 jaar een zelfstandige gemeente en daarvan was er 59 jaar een Peene de burgemeester. Dit is een bijna 35% van het bestaan van de gemeente Bikschote en 5 van de 12 burgemeesters. Hierdoor kunnen we zeker van een burgemeesters dynastie spreken.